# Reprieve (организация)
Reprieve (рус. — «отсрочка») — международная правозащитная организация, которая действует с целью добиться отмены смертной казни, а также оказывать правовую поддержку тем, кому грозит смертная казнь. Отделения организации есть в Великобритании, США, Австралии и Нидерландах. Отдельные сторонники и волонтёры организации есть в Ирландии, Франции и Испании.

## География

### Reprieve в Великобритании
Первое и самое крупное отделение Reprieve было основано в Великобритании в 1999 году человеком по имени Клайв Стаффорд Смит, адвокатом, работающим в области прав человека. Смит подал 128 судебных исков от имени заключённых в тюрьме Гуантанамо и других заключённых по всему миру, которые говорят, что они подвергались пыткам со стороны правительства Соединенных Штатов.

### Reprieve в США
Отделение Reprieve в США было основано в 2001 году в Новом Орлеане, штат Луизиана, группой адвокатов вдохновленной идеями Reprieve в Великобритании.

### Reprieve в Австралии
Отделение Reprieve в Австралии было основано в 2001 году группой адвокатов из Мельбурна. Они работают, чтобы поддержать тех, кому грозит смертная казнь во всем мире, с особым акцентом на работу в южных штатах США.

### Reprieve в Нидерландах
Reprieve в Нидерландах — это новое отделение, основанное в 2006 году группой людей, которые ранее работали в Департаменте обороны США. Они разделяют цели других отделений Reprieve.